# 멀티콥터
멀티콥터(영어: multicopter)는 기체(회전익항공기)에 로터(회전날개 또는 프로펠러)를 2개 이상 이용해 이착륙, 추진 그리고 회전하는 항공기이다. 싱글 로터인 경우는 특히 헬리콥터라고 한다.
프로펠러의 숫자에 따라 바이콥터(2개), 트리콥터(3개), 쿼드콥터(4개), 헥사콥터(6개), 옥토콥터(8개)로 분류할 수 있다.
또한  네 개의 로터(회전날개)를 이용해 뜨고 추진하는 쿼드콥터(quadcopter)는 대중적으로 저렴한 비용으로 널리 보급되었으며 비행조건이 안정적인것으로 평가를 받는 멀티콥터이다.
각 로터는 연직 아래를 향해 있으며 이들 로터의 회전 속도를 조절함으로써 멀티콥터의 움직임을 제어할 수 있다.
|               |               |               |
| 쿼드콥터(4개) | 헥사콥터(6개) | 옥토콥터(8개) |

한편 이러한 멀티콥터를 2대 이상 연동하여 운전하는 경우는 별개로 비행 조정술에 해당한다고 할 수 있다.

## 같이 보기
- 드론
- 헬리패드